# 兒玉源太郎
儿玉源太郎（日语：／ Kodama Gentarō，1852年4月14日—1906年7月23日），幼名百合若，日本山陽道周防國都濃郡德山村（今山口縣周南市兒玉町）人，陸軍大臣、內務大臣、臺灣總督。
台灣日治時期第4任總督（1898-1906）。兒玉的總督任內也在中央身兼數職（日本內閣陸軍大臣、內務大臣兼文部大臣等職位），更領兵參與日俄戰爭，因此在台灣的時間很短。實際在台灣負責政務的人是民政長官後藤新平，被稱為「兒玉、後藤時代」。
1903年（明治36年），儿玉源太郎中将接替田村怡与造为陆军参謀本部次长（参谋总长为大山巖）；1904年日俄战争中，兒玉源太郎升为大将，且再兼任满州军总参谋长，并于203高地争夺战中支援乃木希典大将为战场总指挥。
1906年（明治39年），儿玉源太郎奉調回國，升任参謀本部總長，隨後亦兼任「南滿鐵道株式會社創立委員長」。上任之後，兒玉源太郎制定了在滿洲吸引移民50萬的開發計畫，以日本化東三省來回應俄罗斯帝国對此地的競爭企圖。但他才剛接手南滿鐵道僅10天後，即在家因腦溢血逝世。
他於甲午戰爭時期間擔任陸軍次官，日後獲升為陸軍大將，且歷任参謀本部次長兼滿州軍總参謀長、参謀本部總長等職，並受封伯爵。

## 生平
1852年4月14日，兒玉源太郎出生于日本周防國德山藩（今山口縣），是武士兒玉半九郎長子，幼名百合若，後稱健。9歲時，父親為藩內守舊派暗殺，姐夫繼承了家業，後來他在革新派的支持下才繼承家名。
1868年，兒玉源太郎初次上陣，是參加戊辰戰爭，後任兵部省禦雇。大阪兵學寮（陸士前身）畢業。
1871年4月15日，初任陸軍准少尉，佐賀之亂時他作為大阪鎮台大尉副官從軍，在戰場上負傷，神風連之亂時，他是熊本鎮台的副參謀長，以手腕高超著稱。
1877年，適逢西南戰爭，西鄉隆盛帶了三萬五千人包圍了熊本城，兒玉源太郎鎮守熊本城，眼看著就守不住城了，守軍中有人想起來當年從法國買了兩門炮，從來沒有使用過，這時候架起炮來照著說明書開了一炮。炮彈雖然不知道打到什麼地方去了，但攻城的敵兵真正被嚇跑了，不管指揮官怎麼命令，再也不肯近城一步。兒玉高興的手舞足蹈，大喊大叫「哈哈，馬鹿野郎地跑了。」 
兒玉源太郎在西南戰爭一戰成名後，歷任近衛參謀副長、步兵第2聯隊長兼佐倉營所司令官、參謀本部管東局長。在他曾陪同陸軍大臣大山巖到歐洲進行軍事視察後，日本陸軍的學習對象由法國改為德國，被任命為陸軍次官、參謀本部第一局長兼陸軍大學校幹事、監軍部參謀長兼陸軍大學校校長，協助德國教官梅克爾少校訓練軍隊。
1889年8月24日，兒玉源太郎晉升陸軍少將，任監軍部參謀長。改任陸軍次官兼軍務局長兼陸軍省法官部長。
甲午戰爭開始後，任大本營留守參謀長兼臨時檢疫部長，被稱為“日清戰爭的蕭何”。日軍攻陷平壤和黃海海戰後，由於掌握制海權後，立即組編陸軍第二軍。由於陸軍大臣大山巖出任第二軍司令官，他於是成為實際上的陸軍大臣，從兵力部署到物資輜重，無一不躬行實踐。1895年8月20日，日本明治天皇賜其金鵄勳章及旭日重光章，並授予男爵爵位。後擢任第3師團長、陸軍大臣、內務大臣兼文部大臣、参謀本部次長。1898年2月26日至1906年4月11日，擔任台灣總督，直至佐久間左馬太接任。隨後他轉任参謀本部總長。
1906年7月23日，腦溢血病逝，享年55歲。戒名「大觀院殿藤園玄機大居士」。最初安葬於青山靈園，後因昭和初期的區劃整理遷葬東京都府中市多磨靈園。另外在神奈川縣藤澤市江之島與山口縣周南市設有主祀兒玉源太郎的兒玉神社。

## 擔任臺灣總督期間

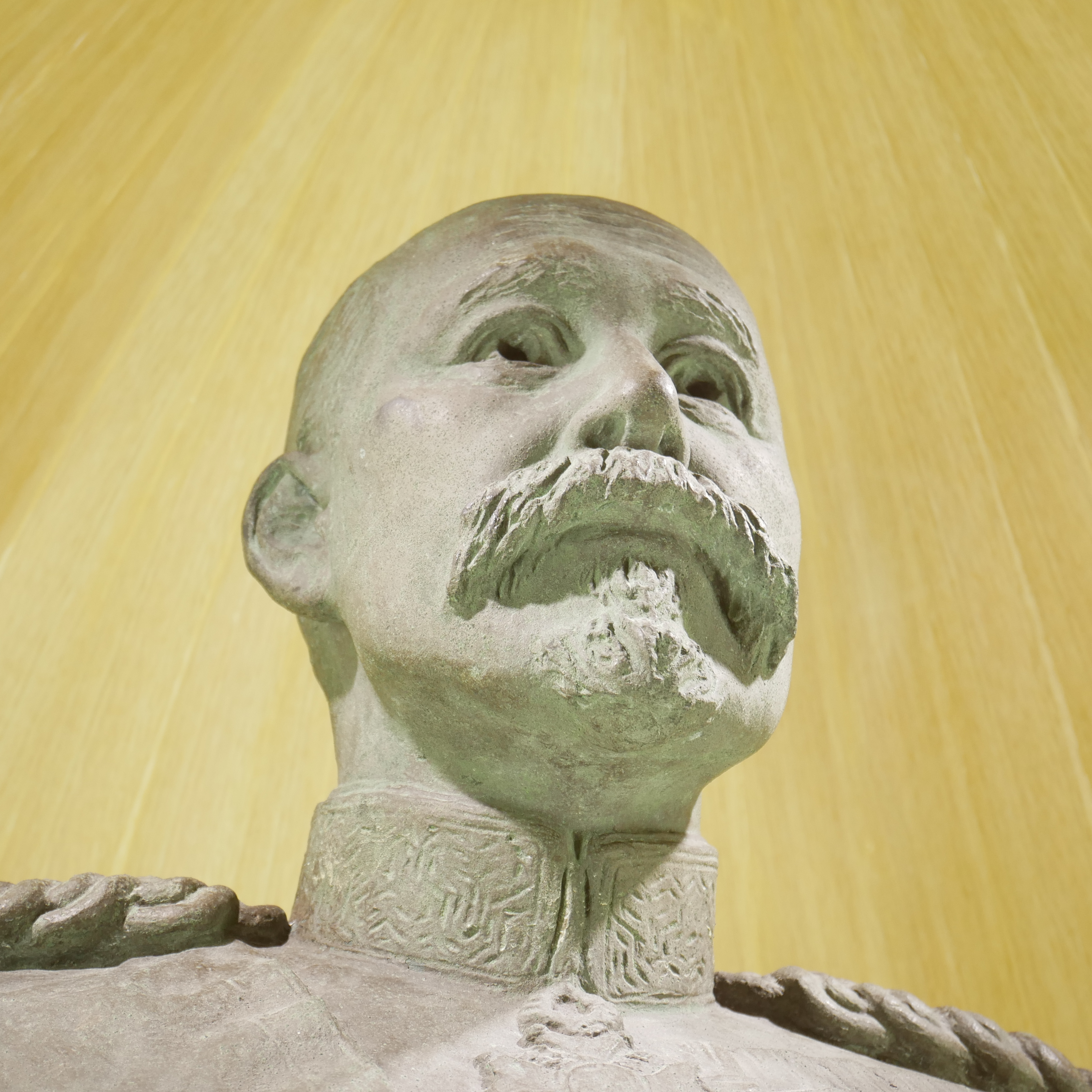
國立臺灣博物館（日治時期為「兒玉總督暨後藤民政長官紀念館」）內的兒玉源太郎銅像

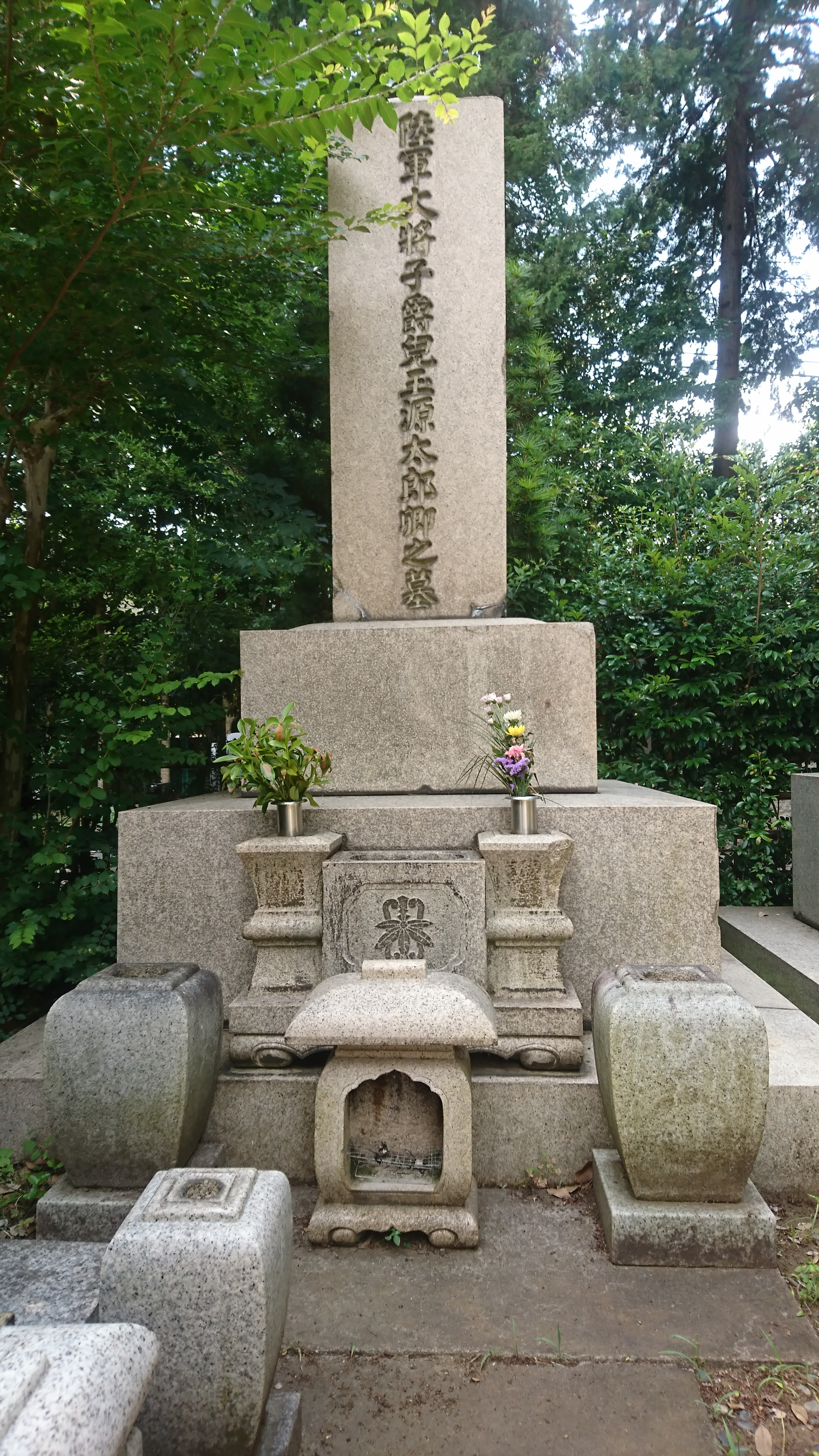
多磨靈園內的兒玉源太郎墓

甲午戰爭後，日本強迫清政府簽訂《馬關條約》，臺灣及澎湖列島被割讓於日本。當時日本為了迅速平定臺灣，採取了剿撫並用的手法。但前三任臺灣總督樺山資紀、桂太郎、乃木希典都沒能控制住臺灣；在乃木看來，臺灣對日本而言是得不償失，軍費開支每年高達700萬日元，日本還得從中國的賠款中拿出1200萬對臺灣進行軍費補助。龐大的經費開支使日本不但沒有從臺灣割讓中得到實際利益，反而成了日本的沉重包袱，乃木希典萌生出賣臺灣的構想，他的比喻是，「日本就像乞丐，臺灣就像馬。乞丐乞討到一匹馬，要騎沒辦法，還會被馬踹一腳。」並說動了當時的首相松方正義。經過一系列幕後活動，初步決定以1500萬法郎（一說一億日元）把臺灣賣給法國。
1898年，伊藤博文重新成為日本首相，乃木希典正式在軍政會議上提出了《臺灣賣卻論》，要把臺灣賣給法國甚至清帝國，獲得日本外務省的支持。兒玉源太郎起立發言反對說：“我認為，臺灣係日本南部的屏障，軍事價值甚大，不能賣給法國。當初為了得到臺灣，我們費了那麼大的力，死了那麼多的人。若將臺灣賣給他國，長遠看來並不划算。至於乃木總督提到臺灣不好治理的問題，我覺得不是臺灣不好治理，而是我們管理臺灣的官員無能，如果首相覺得政府中找不到能治理臺灣的總督，我願前往。”反諷了乃木希典，伊藤當下決定由兒玉源太郎接任臺灣總督。
到任之後的兒玉致力於振肅官紀、刷新吏風，在他的行政整理下淘汰大量官吏，當時上自敕任官、下至判任官或特約人員，共達1080被淘汰。

### 对中国革命党的支持
- 1897年11月上旬，陳少白在日屬臺灣臺北創立興中會臺灣分會，會員有楊心如、吳文秀、趙滿期、容祺年、莊某等五、六人，並逐漸打開局面。陳少白並多次至臺灣指導興中會臺灣分會會務，並先後獲取臺灣總督兒玉源太郎，與後藤新平的支持與援助。[2]1900年，孫中山計劃惠州起義，時任臺灣總督兒玉源太郎贊同孫中山的計畫，計畫支援興中會發動惠州起義，命令民政長官後藤新平協助在臺北的孫中山，兒玉提供武器、日本政府名下台灣銀行在廈門分行的金庫的三百萬兩銀子，讓孫中山做起義的經費，等孫中山一攻惠州，兒玉就攻打廈門，日孫一起，上下夾擊。[3]後因日本內閣改組，新內閣不願意援助中國革命，首相伊藤博文怕驚動英美而叫停，惠州起義遂告失敗，鄭士良逃亡，日本人山田良政與多位興中會會員慘遭清軍殺害。孫中山於11月10日化名「吳仲」，與後藤新平同行乘「橫濱丸」自基隆航往日本。[4][5]
- 清末革命人士容閎的《西學東漸記》一書中有他於1901年與兒玉總督的對話，兒玉總督說「...惜初次晤面，即有一極惡之消息報君...」容閎聞而大異，急欲知所謂惡消息者究為何事。兒玉曰：「中國閩浙總督方有公文來，囑予留意，謂君設來此者，即倩予捕君送之中政府也。」容閎答稱：「予今在閣下完全治權之下，故無論何時，閣下可以從心所欲，捕予送之中政府，予亦甚願為中國而死，死故得其所也。」兒玉總督聞言莊重對曰：「容先生幸勿以予為中國之警吏，君今請安居於此，慎無過慮，與絕不能聽君往中國就戮也。」並告曰：「君之身命今甚危，惟若居臺灣在予治權之下，予必極力保護，當派兵為君防衛，不致有意外之變。」隔日果有護兵四人，夜間在容閎寓所四圍巡邏，日間逢其外出無論何時，此四兵必隨行，二居前，二居後，加意防護。容閎自述「予居臺灣數日承日人如是待遇，意良可感。」容閎認為此次與日本臺灣總督之談話，實為他一生中最值得紀念之事。[6]

## 家族
長子兒玉秀雄為首相寺內正毅之女婿，曾擔任拓殖大臣。
次子兒玉友雄為陸軍中將、滿鐵總裁中村雄次郎之女婿，兒玉友雄曾任台灣軍司令官。